# Szkleńsk
Szkleńsk – dawna wieś. Tereny, na których była położona, leżą obecnie na Białorusi, w obwodzie grodzieńskim, w rejonie grodzieńskim, w sielsowiecie Jeziory.
W dwudziestoleciu międzywojennym wieś leżała w Polsce, w województwie białostockim, w powiecie grodzieńskim. W 1943 wieś została spacyfikowana przez okupanta niemieckiego. Ludność Niemcy spędzili do stodół, które następnie podpalono.